# Ruotsin Kaita
Ruotsin Kaita är en ö i Finland. Den ligger i sjön Orivesi och i kommunen Libelits i den ekonomiska regionen  Joensuu ekonomiska region  och landskapet Norra Karelen, i den sydöstra delen av landet, 300 km nordost om huvudstaden Helsingfors. Öns area är 3,4 hektar och dess största längd är 0,6 kilometer i öst-västlig riktning.